# Liste du patrimoine mondial en Russie
Cet article recense les sites inscrits au patrimoine mondial en Russie.

## Statistiques
La Russie (fédération de Russie pour l'UNESCO) ratifie la Convention pour la protection du patrimoine mondial, culturel et naturel le 12 octobre 1988. Les premiers sites protégés sont inscrits en 1990.
En 2025, la Russie compte 33 sites inscrits au patrimoine mondial, 22 culturels et 11 naturels.
Le pays a également soumis 19 sites à la liste indicative, 9 culturels, 7 naturels et 3 mixtes.

## Listes

### Patrimoine mondial
Les sites suivants sont inscrits au patrimoine mondial :
| Id.  | Site                                                                           | Sujet                                                | Année      | Superficie (ha) | Critères et notes | Coordonnées                             | Illus. |
| ---- | ------------------------------------------------------------------------------ | ---------------------------------------------------- | ---------- | --------------- | --- | --------------------------------------- | ------ |
| 1187 | Arc géodésique de Struve                                                       | Oblast de Léningrad                                  | 2005       |                 | Culturel, (ii), (iii), (vi) Site transfrontalier commun avec la Biélorussie, l'Estonie, la Finlande, la Lettonie, la Lituanie, la Moldavie, la Norvège, la Suède et l'Ukraine. 2 sites en Russie. | 59° 03′ 29″ nord, 26° 20′ 17″ est       |        |
| 769  | Bassin d'Ubs Nuur                                                              | Touva                                                | 2003       | 898 064         | Naturel, (ix), (x) Site transfrontalier commun avec la Mongolie | 50° 16′ 30″ nord, 92° 43′ 12″ est       |        |
| 1525 | Cathédrale et monastère de l'Assomption de l'île-village de Sviajsk            | Tatarstan                                            | 2017       | 3,25            | Culturel, (ii), (iv) | 55° 46′ 01″ nord, 48° 39′ 00″ est       |        |
| 900  | Caucase de l'Ouest                                                             | Adyguée, Karatchaïévo-Tcherkessie, kraï de Krasnodar | 1999       | 298 903         | Naturel, (ix), (x) | 44° nord, 40° est                       |        |
| 1170 | Centre historique de la ville de Iaroslavl                                     | Oblast de Iaroslavl                                  | 2005       | 110             | Culturel, (ii), (iv) | 57° 39′ 11″ nord, 39° 52′ 34″ est       |        |
| 540  | Centre historique de Saint-Pétersbourg et ensembles monumentaux annexes        | Saint-Pétersbourg                                    | 1990       |                 | Culturel, (i), (ii), (iv), (vi) Comprend notamment les sites de Peterhof et Pavlovsk | 59° 57′ 00″ nord, 30° 19′ 05″ est       |        |
| 1070 | Citadelle, vieille ville et forteresse de Derbent                              | Daghestan                                            | 2003       | 9,7             | Culturel, (iii), (iv) | 42° 03′ 11″ nord, 48° 17′ 49″ est       |        |
| 634  | Église de l'Ascension à Kolomenskoïe                                           | Moscou                                               | 1994       |                 | Culturel, (ii) | 55° 39′ 22″ nord, 37° 40′ 26″ est       |        |
| 1523 | Églises de l'école d'architecture de Pskov                                     | Oblast de Pskov                                      | 2019       | 24,32           | Culturel, (iv) Comprend 18 sites distincts | 57° 48′ 25,9″ nord, 28° 19′ 42,8″ est   |        |
| 657  | Ensemble architectural de la laure de la Trinité-Saint-Serge à Serguiev Possad | Oblast de Moscou                                     | 1993       |                 | Culturel, (ii), (iv) | 56° 18′ 36″ nord, 38° 07′ 52″ est       |        |
| 1097 | Ensemble du couvent Novodievitchi                                              | Moscou                                               | 2004       | 5,18            | Culturel, (i), (iv), (vi) | 55° 43′ 34″ nord, 37° 33′ 18″ est       |        |
| 982  | Ensemble du monastère de Ferapontov                                            | Oblast de Vologda                                    | 2000       | 2,1             | Culturel, (i), (iv) | 59° 57′ 00″ nord, 38° 34′ 01″ est       |        |
| 980  | Ensemble historique et architectural du Kremlin de Kazan                       | Tatarstan                                            | 2000       | 13              | Culturel, (ii), (iii), (iv) | 55° 47′ 28″ nord, 49° 05′ 42″ est       |        |
| 632  | Ensemble historique, culturel et naturel des îles Solovetsky                   | Oblast d'Arkhangelsk                                 | 1992       | 28 834          | Culturel, (iv) | 65° 04′ 59″ nord, 35° 40′ 01″ est       |        |
| 719  | Forêts vierges de Komi                                                         | République des Komis                                 | 1995       | 3 280 000       | Naturel, (vii), (ix) | 65° 04′ 01″ nord, 60° 09′ 00″ est       |        |
| 994  | Isthme de Courlande                                                            | Oblast de Kaliningrad                                | 2000       | 33 021          | Culturel, (v) Site transfrontalier commun avec la Lituanie | 55° 16′ 30″ nord, 20° 57′ 43″ est       |        |
| 544  | Kizhi Pogost                                                                   | République de Carélie                                | 1990       |                 | Culturel, (i), (iv), (v) | 62° 04′ 16″ nord, 35° 13′ 41″ est       |        |
| 754  | Lac Baïkal                                                                     | Bouriatie et oblast d'Irkoutsk                       | 1996       | 8 800 000       | Naturel, (vii), (viii), (ix), (x) | 53° 10′ 26″ nord, 107° 39′ 47″ est      |        |
| 981  | L'ensemble historique et archéologique de Bolgar                               | Tatarstan                                            | 2014       | 424             | Culturel, (ii), (vi) | 54° 54′ 00″ nord, 49° 01′ 01″ est       |        |
| 545  | Le Kremlin et la place Rouge, Moscou                                           | Moscou                                               | 1990       |                 | Culturel, (i), (ii), (iv), (vi) | 55° 44′ 46″ nord, 37° 37′ 48″ est       |        |
| 768  | Montagnes dorées de l'Altaï                                                    | République de l'Altaï                                | 1998       | 1 611 457       | Naturel, (x) | 50° 28′ 01″ nord, 86° 00′ 00″ est       |        |
| 633  | Monuments de Vladimir et de Souzdal                                            | Oblast de Vladimir                                   | 1992       |                 | Culturel, (i), (ii), (iv) | 56° 09′ 00″ nord, 40° 25′ 01″ est       |        |
| 604  | Monuments historiques de Novgorod et de ses environs                           | Oblast de Novgorod                                   | 1992       |                 | Culturel, (ii), (iv), (vi) | 58° 31′ 59″ nord, 31° 16′ 59″ est       |        |
| 1678 | Observatoires astronomiques de l'université fédérale de Kazan                  | Tatarstan                                            | 2023       | 19,02           | Culturel, (ii), (iv) Comprend 2 biens disctincts : l'observatoire astronomique de l'université de Kazan (ru) et l'observatoire astronomique Engelhardt                                            | 55° 47′ 27,27″ nord, 49° 07′ 08,75″ est |        |
| 1299 | Parc naturel des colonnes de la Léna                                           | République de Sakha                                  | 2012       | 1 272 150       | Naturel, (viii) | 60° 40′ 01″ nord, 127° 00′ 00″ est      |        |
| 1688 | Paysage culturel du lac Kenozero                                               | Oblast d'Arkhangelsk                                 | 2024       | 71 030,91       | Culturel, (iii) | 61° 55′ 40,8″ nord, 38° 10′ 21,4″ est   |        |
| 1448 | Paysages de la Dauria                                                          | Kraï de Transbaïkalie                                | 2017       | 912 624         | Naturel, (ix), (x) Site transfrontalier commun avec la Mongolie Comprend la réserve naturelle de Daourie                                                                                          | 50° 22′ 27″ nord, 115° 17′ 22″ est      |        |
| 1743 | Peintures pariétales de la grotte de Shulgan-Tash                              | Bachkirie                                            | 2025       | 288,5           | Culturel, (iii) | 53° 02′ 58″ nord, 57° 04′ 19″ est       |        |
| 1654 | Pétroglyphes du lac Onega et de la mer Blanche                                 | Carélie                                              | 2021       | 7 049,54        | Culturel, (iii) | 1° 43′ 47,64″ nord, 36° 00′ 45,5″ est   |        |
| 1234 | Plateau de Putorana                                                            | Kraï de Krasnoïarsk                                  | 2010       | 1 887 251       | Naturel, (vii), (ix) | 69° 02′ 49″ nord, 94° 09′ 29″ est       |        |
| 766  | Sikhote-Aline central                                                          | Kraïs de Khabarovsk et Primorie                      | 2001, 2018 | 1 566 818       | Naturel, (x) Comprend 3 sites distincts : réserve naturelle Sikhote-Aline, réserve zoologique Goralij et vallée de la rivière Bikine                                                              | 45° 19′ 59″ nord, 136° 10′ 01″ est      |        |
| 1023 | Système naturel de la Réserve de l'île Wrangel                                 | Tchoukotka                                           | 2004       | 916 300         | Naturel, (ix), (x) | 71° 11′ 20″ nord, 179° 42′ 54″ ouest    |        |
| 765  | Volcans du Kamchatka                                                           | Kraï du Kamtchatka                                   | 1996       | 3 830 200       | Naturel, (vii), (viii), (ix), (x) | 56° 19′ 59″ nord, 158° 30′ 00″ est      |        |

### Liste indicative
Les sites suivants sont inscrits sur la liste indicative.
| Site                                                                               | Sujet                                                                   | Type                                     | Date | Superficie (ha) | Lien  | Notes                            | Coordonnées                            | Illus. |
| ---------------------------------------------------------------------------------- | ----------------------------------------------------------------------- | ---------------------------------------- | ---- | --------------- | ----- | -------------------------------- | -------------------------------------- | ------ |
| Centre historique de la ville de Gorokhovets                                       | Oblast de Vladimir                                                      | Culturel (ii), (iv)                      | 2017 |                 | 6202  |                                  | 56° 12′ 24,64″ nord, 42° 40′ 37,8″ est |        |
| Centre historique de Ienisseïsk                                                    | Kraï de Krasnoïarsk                                                     | Culturel (ii), (iii), (iv)               | 2000 |                 | 1460  |                                  | 58° 37′ 23″ nord, 92° 09′ 14″ est      |        |
| Centre historique d'Irkoutsk                                                       | Oblast d'Irkoutsk                                                       | Culturel                                 | 1998 |                 | 1166  |                                  | 52° 03′ nord, 103° 00′ est             |        |
| Complexe mémoriel du Kourgane Mamaïev « Aux héros de la bataille de Stalingrad »   | Oblast de Volgograd                                                     | Culturel, (i), (iv), (vi)                | 2014 |                 | 5936  |                                  | 48° 44′ 32″ nord, 44° 32′ 13″ est      |        |
| Ensemble du kremlin d'Astrakhan                                                    | Oblast d'Astrakhan                                                      | Culturel (ii), (iii), (iv)               | 2008 |                 | 5368  |                                  | 46° 20′ 49″ nord, 48° 01′ 59″ est      |        |
| Kremlin de Rostov                                                                  | Oblast de Iaroslavl                                                     | Culturel (ii), (iii), (iv), (vi)         | 1998 |                 | 1185  |                                  | 57° 10′ 59″ sud, 30° 25′ 01″ est       |        |
| Le site archélogique de Tanaïs                                                     | Oblast de Rostov                                                        | Culturel (ii), (iii), (v)                | 2009 |                 | 5422  |                                  | 47° 16′ 08″ nord, 39° 20′ 06″ est      |        |
| Pétroglyphes de Sikatchi-Alyan                                                     | Kraï de Khabarovsk                                                      | Culturel                                 | 2003 |                 | 1787  |                                  | 48° 45′ nord, 135° 39′ est             |        |
| Réserve historique et culturelle Jeyrakh-Assa                                      | Ingouchie                                                               | Culturel                                 | 1996 |                 | 569   |                                  | 45° 30′ nord, 43° 00′ est              |        |
| Trésors de la culture Pazyryk                                                      | Altaï                                                                   | Culturel (i), (ii), (iii), (vi)          | 2018 |                 | 6283  | Comprend plusieurs localisations | 50° 54,89′ nord, 85° 34,623′ est       |        |
| Caucase de l'Ouest (re-nomination)                                                 | Républiques d'Adyguée et de Karatchaïévo-Tcherkessie, kraï de Krasnodar | Naturel, (ix), (x)                       | 2014 |                 | 5926  |                                  | 44° nord, 40° est                      |        |
| Forêts vierges de Komi (re-nomination)                                             | République des Komis                                                    | Naturel, (vii), (viii), (ix), (x)        | 2014 |                 | 5925  |                                  | 65° 04′ 01″ nord, 60° 09′ 00″ est      |        |
| Le grand marais de Vassiougan                                                      | Oblast de Tomsk                                                         | Naturel (vii), (viii), (ix), (x)         | 2007 |                 | 5114  |                                  | 56° 58′ 52″ nord, 79° 41′ 24″ est      |        |
| Les îles Komandorski (réserve naturelle d'État Komandorski)                        | Kraï du Kamtchatka                                                      | Naturel (vii), (viii), (ix), (x)         | 2005 |                 | 1997  |                                  | 55° nord, 167° est                     |        |
| Les monts Ilmen                                                                    | Oblast de Tcheliabinsk                                                  | Naturel (vi), (vii), (viii)              | 2008 |                 | 5388  |                                  | 55° 09′ 32″ nord, 60° 14′ 31″ est      |        |
| Réserve naturelle d'État de Magadan                                                | Oblast de Magadan                                                       | Naturel (vii), (viii), (ix), (x)         | 2005 |                 | 1998  |                                  |                                        |        |
| Stolby de Krasnoyarsk                                                              | Kraï de Krasnoïarsk                                                     | Naturel (vii), (viii), (ix), (x)         | 2007 |                 | 5113  |                                  | 55° 57′ 40″ nord, 92° 48′ 25″ est      |        |
| Le massif de l'Oglakhty (en)                                                       | Khakassie                                                               | Mixte (i), (iii), (vi), (x)              | 2016 |                 | 6165  |                                  | 54° 03′ 25″ nord, 91° 25′ 10″ est      |        |
| Oural bachkir                                                                      | Bachkirie                                                               | Mixte (i), (iii), (v), (vi), (viii), (x) | 2012 |                 | 5666  |                                  | 53° 08′ 31″ sud, 57° 00′ 29″ est       |        |
| Centre-ville historique de Torjok et domaines de campagne conçues par Nikolay Lvov | Oblast de Tver                                                          | Mixte (i), (iv), (vi)                    | 2023 |                 | 6646/ | Comprend plusieurs localisations | 57° 02′ N, 34° 58′ E                   |        |